# خروشچیل
خروشچیل (به لهستانی:  Chruściel) یک روستا در لهستان است که در گمینا پووسکینگا واقع شده‌است. خروشچیل ۳۶۵ نفر جمعیت دارد.